# Перникская стачка (1906)
Перникская стачка — первая массовая стачка в истории Болгарии, проходившая с 18 июня до 24 июля 1906 года.

## Ход событий
Стачка шахтёров, работавших на шахтах Перникского буроугольного бассейна была вызвана тяжёлыми условиями труда, низкой зарплатой и стремлением дирекции шахт воспрепятствовать созданию профсоюза горняков. Проходила под влиянием начавшейся в 1905 году первой русской революции.
В организации забастовки участвовала Болгарская рабочая социал-демократическая партия (тесных социалистов). По поручению ЦК БРСДП (т.с.) Г. Димитров и Г. Кирков вошли в состав руководства бастующих. Также в стачке участвовал Д. Благоев.
Г. Димитров возглавил избранный на общем собрании шахтёров стачечный комитет, который осуществлял руководство стачкой, был арестован, но под давлением общего возмущения отпущен на свободу и вскоре возглавил рабочую делегацию, прибывшую в столицу и принятую в министерстве торговли, промышленности и труда.
Стачечники потребовали признания за шахтерами права образовать профсоюз, введения 8-часового рабочего дня, увеличения зарплаты, улучшения условий труда. В стачке приняли участие 1000 человек (из 1500 работавших в копях «Перник»); кроме того, резолюции солидарности с шахтерами Перника были приняты на рабочих собраниях в Софии, Плевене, Бургасе, Хасково и других городах страны.
Перникская стачка вызвала значительный общественный резонанс. Правительство бросило против бастующих полицию и войска, однако стачка закончилась частичной победой рабочих: заработная плата была повышена, и было получено разрешение на создание профсоюза горняков.
Вскоре после стачки был образован профсоюз горняков.

## Память, отражение в культуре и искусстве
В 1986 году в производственных помещениях бывшей государственной шахты «Перник» был открыт музей горного дела, в экспозиции которого были представлены материалы о забастовке 1906 года.